# Tatler
«Татлер» (англ. «Tatler» — «Балакун») —  журнал про моду і світське життя, заснований в Британії в 1901 році. Названий на честь одного з перших журналів, який щодня видавався в 1709—1711 рр. Стілом і Аддісоном.

«Tatler» також видається в Росії, у Гонконзі, материковому Китаї, Сінгапурі, Тайвані, Малайзії, Індонезії, Таїланді та Філіппінах.